# Qualificazioni alla CONCACAF Nations League 2019-2020
Questa voce raccoglie un approfondimento sui risultati degli incontri validi come qualificazioni alla CONCACAF Nations League 2019-2020.

## Formula
Le 34 squadre ammesse alle qualificazioni sono state divise in quattro urne in base alla loro posizione nel ranking CONCACAF di marzo 2018, con le urne A e D formate da 8 squadre e quelle B e C formate da 9 squadre. Ogni nazionale gioca quattro partite, due in casa e due in trasferta, affrontando le squadre delle altre urne, o della propria, alle quali è stata accoppiata durante il sorteggio. Nel primo turno le squadre dell'urna A affrontano quelle dell'urna D e quelle dell'urna B affrontano quelle dell'urna C. Nel secondo turno gli accoppiamenti sono A contro C e B contro D, inoltre una formazione dell'urna B ne affronta un'altra proveniente dall'urna C. Nel terzo turno si affrontano le squadre dell'urna A con quelle dell'urna B e quelle dell'urna C con quelle dell'urna D e nuovamente una squadra dell'urna B deve affrontarne una dell'urna C. Il quarto turno vede ogni formazione affrontare un avversario proveniente dalla medesima urna, ad eccezione di una squadra dell'urna B che deve affrontarne una proveniente dall'urna C. In base ai risultati finali viene creata un'unica classifica che determina sia la lega alla quale partecipano le varie squadre sia i restanti 10 partecipanti alla successiva edizione della CONCACAF Gold Cup.
| Urna A          | Urna B              | Urna C                    | Urna D                    |
| --------------- | ------------------- | ------------------------- | ------------------------- |
| Giamaica        | Nicaragua           | Bonaire                   | Isole Cayman              |
| Canada          | Saint Kitts e Nevis | Grenada                   | Turks e Caicos            |
| Haiti           | Curaçao             | Saint Vincent e Grenadine | Montserrat                |
| El Salvador     | Suriname            | Saint Lucia               | Isole Vergini Americane   |
| Martinica       | Antigua e Barbuda   | Barbados                  | Saint-Martin              |
| Cuba            | Rep. Dominicana     | Porto Rico                | Sint Maarten              |
| Guyana francese | Bermuda             | Bahamas                   | Anguilla                  |
| Guadalupa       | Guyana              | Dominica                  | Isole Vergini Britanniche |
|                 | Belize              | Aruba                     |                           |

## Date
Di seguito è riportato il programma delle qualificazioni alla CONCACAF Nations League 2019-2020
| Fase           | Turno      | Date                |
| -------------- | ---------- | ------------------- |
| Qualificazioni | Giornata 1 | 6–11 settembre 2018 |
| Qualificazioni | Giornata 2 | 11–16 ottobre 2018  |
| Qualificazioni | Giornata 3 | 16–20 novembre 2018 |
| Qualificazioni | Giornata 4 | 21–26 marzo 2019    |

## Classifica finale
| Pos. | Squadra                   | Pt | G | V | N | P | GF | GS | DR  |
| ---- | ------------------------- | -- | - | - | - | - | -- | -- | --- |
| 1.   | Haiti                     | 12 | 4 | 4 | 0 | 0 | 19 | 2  | +17 |
| 2.   | Canada                    | 12 | 4 | 4 | 0 | 0 | 18 | 1  | +17 |
| 3.   | Martinica                 | 12 | 4 | 4 | 0 | 0 | 10 | 2  | +8  |
| 4.   | Curaçao                   | 9  | 4 | 3 | 0 | 1 | 22 | 2  | +20 |
| 5.   | Bermuda                   | 9  | 4 | 3 | 0 | 1 | 17 | 4  | +13 |
| 6.   | Cuba                      | 9  | 4 | 3 | 0 | 1 | 15 | 2  | +13 |
| 7.   | Guyana                    | 9  | 4 | 3 | 0 | 1 | 14 | 3  | +11 |
| 8.   | Giamaica                  | 9  | 4 | 3 | 0 | 1 | 12 | 3  | +9  |
| 9.   | Nicaragua                 | 9  | 4 | 3 | 0 | 1 | 9  | 2  | +7  |
| 10.  | El Salvador               | 9  | 4 | 3 | 0 | 1 | 7  | 2  | +5  |
| 11.  | Montserrat                | 9  | 4 | 3 | 0 | 1 | 6  | 3  | +3  |
| 12.  | Suriname                  | 7  | 4 | 2 | 1 | 1 | 8  | 2  | +6  |
| 13.  | Saint Lucia               | 7  | 4 | 2 | 1 | 1 | 7  | 4  | +3  |
| 14.  | Dominica                  | 7  | 4 | 2 | 1 | 1 | 6  | 5  | +1  |
| 15.  | Saint Kitts e Nevis       | 6  | 4 | 2 | 0 | 2 | 11 | 3  | +8  |
| 16.  | Rep. Dominicana           | 6  | 4 | 2 | 0 | 2 | 9  | 4  | +5  |
| 17.  | Belize                    | 6  | 4 | 2 | 0 | 2 | 6  | 3  | +3  |
| 18.  | Antigua e Barbuda         | 6  | 4 | 2 | 0 | 2 | 10 | 8  | +2  |
| 19.  | Guyana francese           | 6  | 4 | 2 | 0 | 2 | 8  | 6  | +2  |
| 20.  | Saint Vincent e Grenadine | 6  | 4 | 2 | 0 | 2 | 5  | 6  | -1  |
| 21.  | Grenada                   | 6  | 4 | 2 | 0 | 2 | 7  | 14 | -7  |
| 22.  | Aruba                     | 4  | 4 | 1 | 1 | 2 | 5  | 6  | -1  |
| 23.  | Guadalupa                 | 4  | 4 | 1 | 1 | 2 | 3  | 7  | -4  |
| 24.  | Turks e Caicos            | 4  | 4 | 1 | 1 | 2 | 5  | 23 | -18 |
| 25.  | Barbados                  | 3  | 4 | 1 | 0 | 3 | 3  | 7  | -4  |
| 26.  | Bonaire                   | 3  | 4 | 1 | 0 | 3 | 3  | 14 | -11 |
| 27.  | Isole Vergini Americane   | 3  | 4 | 1 | 0 | 3 | 3  | 16 | -13 |
| 28.  | Sint Maarten              | 3  | 4 | 1 | 0 | 3 | 4  | 20 | -26 |
| 29.  | Isole Cayman              | 1  | 4 | 0 | 1 | 3 | 1  | 9  | -8  |
| 30.  | Isole Vergini Britanniche | 1  | 4 | 0 | 1 | 3 | 3  | 13 | -10 |
| 31.  | Anguilla                  | 1  | 4 | 0 | 1 | 3 | 1  | 15 | -14 |
| 32.  | Bahamas                   | 1  | 4 | 0 | 1 | 3 | 1  | 15 | -14 |
| 33.  | Porto Rico                | 0  | 4 | 0 | 0 | 4 | 0  | 5  | -5  |
| 34.  | Saint-Martin              | 0  | 4 | 0 | 0 | 4 | 5  | 22 | -17 |

Legenda:
      Ammesse alla Lega A e alla CONCACAF Gold Cup 2019.
      Ammesse alla Lega B e alla CONCACAF Gold Cup 2019.
      Ammesse alla Lega B.
      Ammesse alla Lega C.

## Incontri

### Prima giornata
| Squadra 1                 | Risultato | Squadra 2                 |
| ------------------------- | --------- | ------------------------- |
| Dominica                  | 0-0       | Suriname                  |
| Guyana                    | 3-0       | Barbados                  |
| Anguilla                  | 0-5       | Guyana francese           |
| Antigua e Barbuda         | 0-3       | Saint Lucia               |
| Belize                    | 4-0       | Bahamas                   |
| Saint Vincent e Grenadine | 0-2       | Nicaragua                 |
| Cuba                      | 11-0      | Turks e Caicos            |
| Montserrat                | 1-2       | El Salvador               |
| Isole Vergini Americane   | 0-8       | Canada                    |
| Bonaire                   | 0-5       | Rep. Dominicana           |
| Aruba                     | 3-1       | Bermuda                   |
| Saint Kitts e Nevis       | 1-0       | Porto Rico                |
| Giamaica                  | 4-0       | Isole Cayman              |
| Haiti                     | 13-0      | Sint Maarten              |
| Curaçao                   | 10-0      | Grenada                   |
| Saint-Martin              | 0-3       | Guadalupa                 |
| Martinica                 | 4-0       | Isole Vergini Britanniche |

### Seconda giornata
| Squadra 1               | Risultato | Squadra 2                 |
| ----------------------- | --------- | ------------------------- |
| Guyana francese         | 0-1       | Saint Vincent e Grenadine |
| Isole Vergini Americane | 0-5       | Curaçao                   |
| Bahamas                 | 0-6       | Antigua e Barbuda         |
| Bermuda                 | 12-0      | Sint Maarten              |
| Rep. Dominicana         | 3-0       | Isole Cayman              |
| Grenada                 | 0-2       | Cuba                      |
| Turks e Caicos          | 0-8       | Guyana                    |
| Porto Rico              | 0-1       | Martinica                 |
| Suriname                | 5-0       | Isole Vergini Britanniche |
| El Salvador             | 3-0       | Barbados                  |
| Saint-Martin            | 0-10      | Saint Kitts e Nevis       |
| Montserrat              | 1-0       | Belize                    |
| Bonaire                 | 0-6       | Giamaica                  |
| Nicaragua               | 6-0       | Anguilla                  |
| Canada                  | 5-0       | Dominica                  |
| Guadalupa               | 0-0       | Aruba                     |
| Saint Lucia             | 1-2       | Haiti                     |

### Terza giornata
| Squadra 1                 | Risultato | Squadra 2                 |
| ------------------------- | --------- | ------------------------- |
| Grenada                   | 5-2       | Saint-Martin              |
| Bermuda                   | 1-0       | El Salvador               |
| Aruba                     | 0-2       | Montserrat                |
| Belize                    | 1-0       | Porto Rico                |
| Cuba                      | 1-0       | Rep. Dominicana           |
| Giamaica                  | 2-1       | Suriname                  |
| Nicaragua                 | 0-2       | Haiti                     |
| Isole Cayman              | 0-0       | Saint Lucia               |
| Turks e Caicos            | 3-2       | Saint Vincent e Grenadine |
| Bahamas                   | 1-1       | Anguilla                  |
| Barbados                  | 3-0       | Isole Vergini Americane   |
| Saint Kitts e Nevis       | 0-1       | Canada                    |
| Martinica                 | 4-2       | Antigua e Barbuda         |
| Curaçao                   | 6-0       | Guadalupa                 |
| Sint Maarten              | 0-2       | Dominica                  |
| Guyana francese           | 2-1       | Guyana                    |
| Isole Vergini Britanniche | 1-2       | Bonaire                   |

### Quarta giornata
| Squadra 1                 | Risultato | Squadra 2               |
| ------------------------- | --------- | ----------------------- |
| Isole Vergini Britanniche | 2-2       | Turks e Caicos          |
| Saint Vincent e Grenadine | 2-1       | Bonaire                 |
| Anguilla                  | 0-3       | Isole Vergini Americane |
| Saint Lucia               | 3-2       | Aruba                   |
| Isole Cayman              | 1-2       | Montserrat              |
| Dominica                  | 4-0       | Bahamas                 |
| Sint Maarten              | 4-3       | Saint-Martin            |
| Antigua e Barbuda         | 2-1       | Curaçao                 |
| Suriname                  | 2-0       | Saint Kitts e Nevis     |
| Guyana                    | 2-1       | Belize                  |
| Guadalupa                 | 0-1       | Martinica               |
| El Salvador               | 2-0       | Giamaica                |
| Porto Rico                | 0-2       | Grenada                 |
| Rep. Dominicana           | 1-3       | Bermuda                 |
| Canada                    | 4-1       | Guyana francese         |
| Haiti                     | 2-1       | Cuba                    |
| Barbados                  | 0-1       | Nicaragua               |

## Statistiche

### Classifica marcatori
6 reti
- Rangelo Janga

- Duckens Nazon

5 reti
- Lucas Cavallini

- Luis Paradela

- Juan Barrera

4 reti
- Myles Weston
- Zeiko Lewis
- Jonathan David

- Yordan Santa Cruz
- Gevaro Nepomuceno
- Emery Welshman

- Cory Burke
- Kévin Parsemain

3 reti
- Reggie Lambe
- David Hoilett
- Cyle Larin
- Leandro Bacuna
- Elson Hooi
- Julian Wade

- Domingo Peralta
- AJ Paterson
- Neil Danns
- Sheldon Holder
- Darren Mattocks
- Atiba Harris

- Harry Panayiotou
- Jevick Macfarlane
- Stefano Rijssel
- Billy Forbes

2 reti
- Calaum Jahraldo-Martin
- Hallam Hope
- Krisean Lopez
- Nahki Wells
- Jermaine Windster
- Andy Baquero
- Roberney Caballero
- Luismel Morris
- Enmy Peña
- Nelson Bonilla

- Óscar Cerén
- Jules Haabo
- Kévin Rimane
- Jamal Charles
- Trayon Bobb
- Derrick Etienne
- Charles Hérold
- Sony Mustivar
- Frantzdy Pierrot
- Ricardo Morris

- Mickaël Biron
- Spencer Weir-Daley
- Bradley Woods-Garness
- Jaime Moreno
- Theo Wharton
- Pernal Williams
- Danilo Cocks
- Gerwin Lake
- Ivenzo Comvalius
- Donnegy Fer

1 rete
- Glenville Rogers
- Junior Benjamin
- Peter Byers
- Quinton Griffith
- Carl Osbourne
- Raymond Baten
- Frederick Gómez
- Josh Gross
- Joshua John
- Erik Santos de Gouveia
- Nesley Jean
- Mario Harte
- Hadan Holligan
- Raheim Sargeant
- Denmark Casey
- Elroy Kuylen
- Deon McCaulay
- Osagi Bascome
- Justin Donawa
- Liam Evans
- Dante Leverock
- Tre Ming
- Lejuan Simmons
- Jonte Smith
- Tehvan Tyrell
- Jurven Koffy
- Troy Caesar
- Jamie Wilson
- Jerry Wiltshire
- Atiba Hutchinson

- Jonathan Osorio
- Mark Ebanks
- Gervane Kastaneer
- Brandley Kuwas
- Ruensley Leuteria
- Cuco Martina
- Quenten Martinus
- Travist Joseph
- Randolph Peltier
- Briel Thomas
- Tano Bonnín
- Carlos Heredia
- Jean Carlos López
- Edipo Rodríguez
- Gilberto Baires
- Gerson Mayen
- Alex Éric
- Thomas Issorat
- Jean-Eudes Lauristin
- Warren Rino
- Joffrey Torvic
- Antonio German
- Kennedy Hinkson
- Florian David
- Grégory Gendrey
- Yannick Passape
- Kadell Daniel
- Carlens Arcus
- Mikaël Cantave
- Kevin Lafrance

- Jeff Louis
- Owayne Gordon
- Dane Kelly
- Peter-Lee Vassell
- Stéphane Abaul
- Sébastien Crétinoir
- Wesley Jobello
- Christophe Jougon
- Adrian Clifton
- Joey Taylor
- Oscar López
- Henry Niño
- Kimaree Rogers
- Omari Sterling-James
- Lester Joseph
- Andrus Remy
- Akim Arrondell
- Wrubens Dupalus
- Ylaire Joachim
- Remsley Boelijn
- Chavel Cunningham
- Nazir McBurnette
- Azinho Solomon
- Jahvin Sutherland
- Brian Elshot
- Fred Dorvil
- Jepthe Francois
- Aaron Dennis
- James Charles Mack
- Bryce Pierre

Autoreti
- Jonathan Miller (pro Belize)
- Jermaine Windster (pro Saint Vincent e Grenadine)

- Malcolm Joseph (pro Canada)
- Damion Lowe (pro El Salvador)
- Danilo Cocks (pro Sint Maarten)

- Brice Noubon (pro Saint Kitts e Nevis)
- Diaro Forsythe (pro Haiti)
- Kassall Greene (pro Curaçao)